# هدرای نپالی
هدرای نپالی (نام علمی: Hedera nepalensis) نام یک گونه از سرده عشقه است.